# 銅戈
銅戈（どうか）は青銅で作られた戈である。

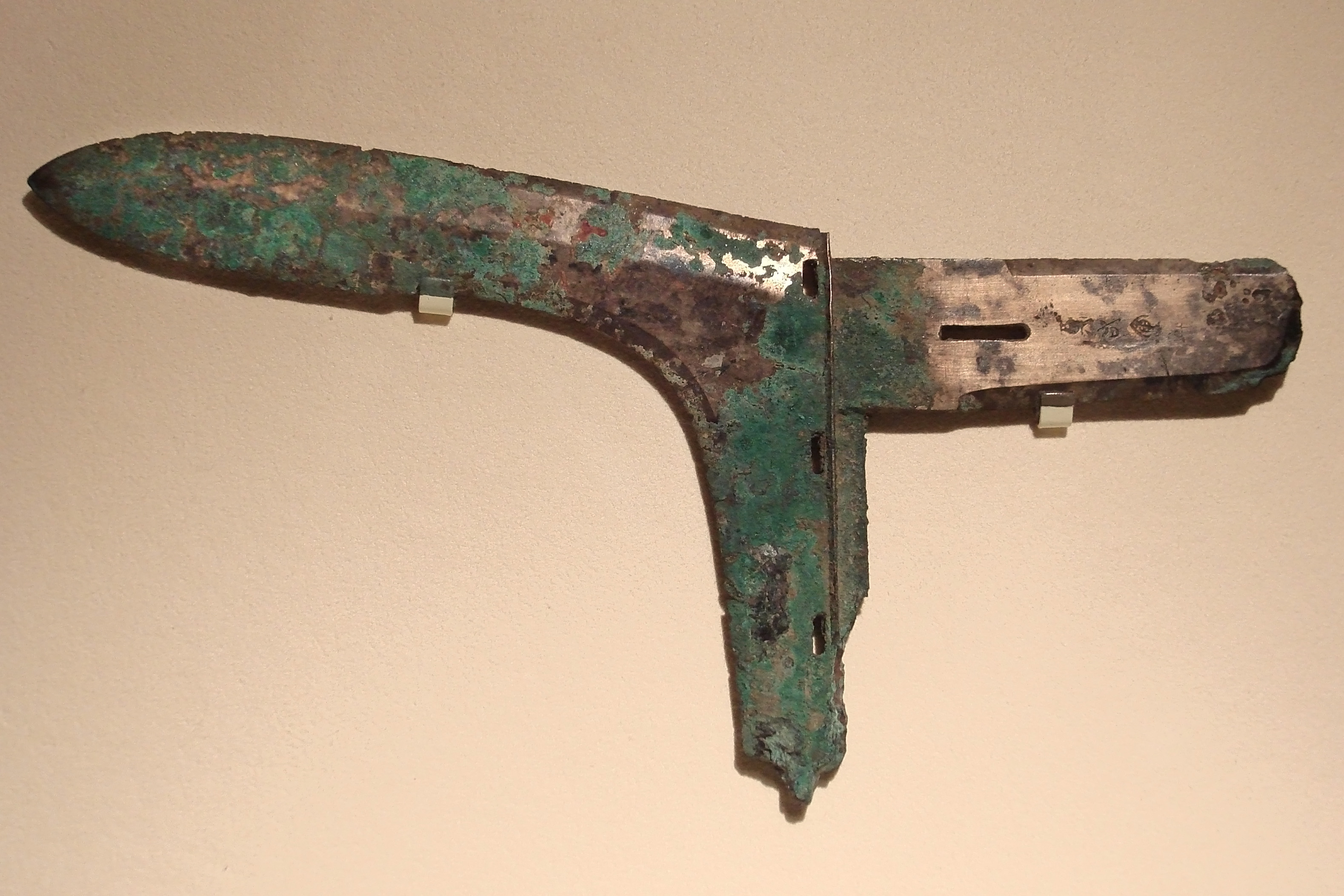
青銅製の戈の穂先

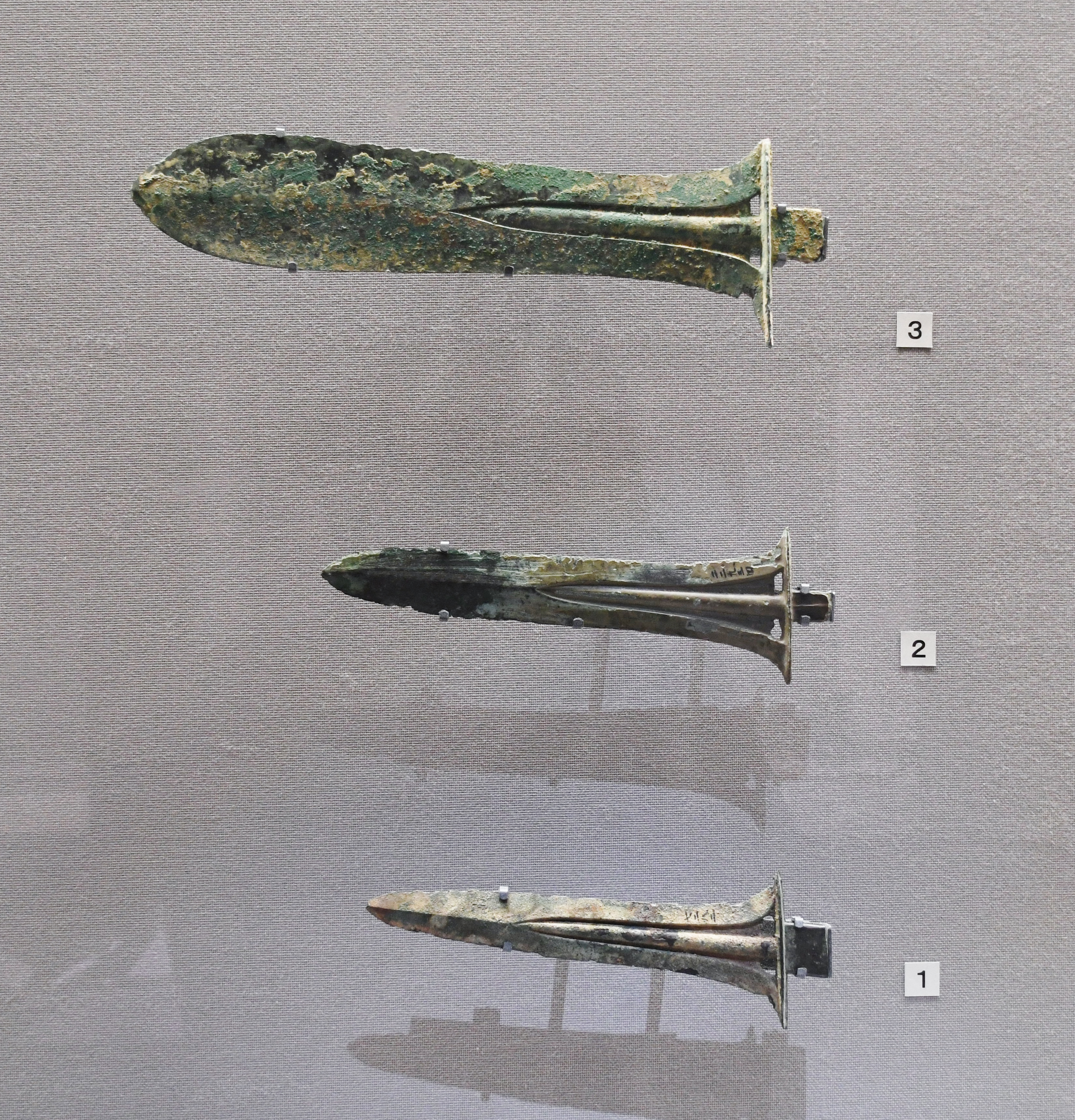
銅戈の形態変化東京国立博物館展示。

元来は戦車などでの戦闘で適した形状として発達した武器であるが、日本や朝鮮半島では刃部のみが大型化した形態として発掘される。日本における銅戈はその形状や使用痕が殆んどないことから、戦闘用ではなく祭礼用であろうと推測される。
日本では、基本的に九州地方北部に多い綾杉紋のはいったタイプと、大阪府・兵庫県・和歌山県に限定されて見られる鋸歯状紋の入った大阪湾型のタイプがある。
長野県中野市の柳沢遺跡で2006年（平成18年）から2008年（平成20年）にかけて行われた発掘調査で8本の銅戈が発見、これが北限となる。大阪湾型と九州型が同時に出土したが、これは他に類を見ない。さらに銅鐸と同時に発見されたのは東日本初である。
銅戈には鹿の絵が陽刻が施されたものがまれに存在する。鹿の絵が見られるものは銅鐸には多いが銅戈には殆ど見られない。現在確認されるだけで福岡県小郡市、春日市、筑紫野市と長野県大町市のものを含め4例のみである。